# La Concepción (Nicaragua)
Pour les articles homonymes, voir La Concepción.
La Concepción est une municipalité nicaraguayenne du département de Masaya au Nicaragua.